# Nebulosa di Westbrook
La Nebulosa di Westbrook (o CRL 618) è una nebulosa protoplanetaria bipolare situata nella costellazione dell'Auriga. È in fase di formazione innescata da una stella che è ha superato la fase di gigante rossa e ha cessato la fusione nucleare nel suo nucleo. La stella che ha innescato la formazione è occultata al centro della nebulosa e sta espellendo gas e polveri a velocità che raggiungono i 200 km/s.
La nebulosa ha ricevuto la sua denominazione in memoria di William E. Westbrook, che l'aveva studiata per il suo dottorato di ricerca e che è morto nel 1975 all'età di soli 26 anni.

## Descrizione

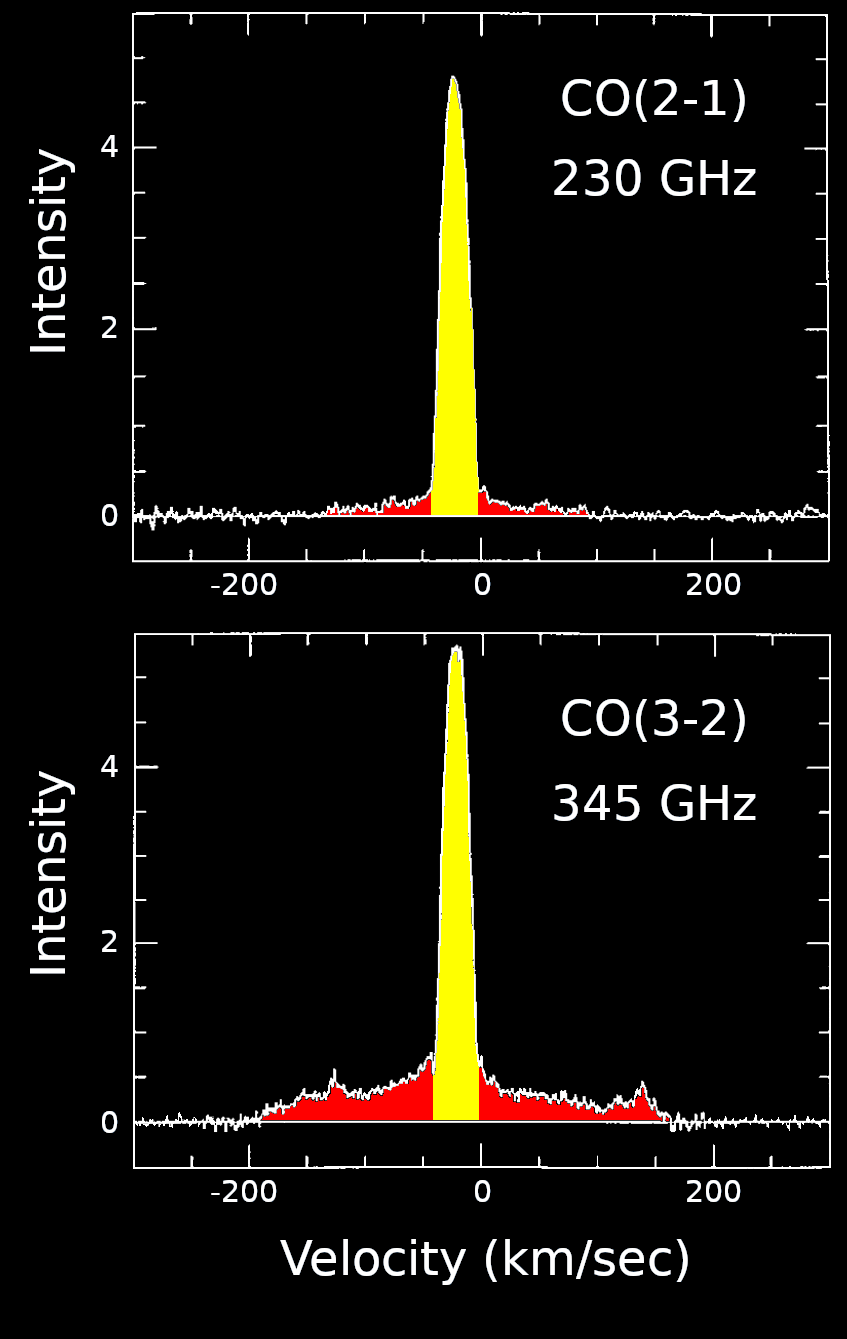
Due spettri del monossido di carbonio nella Nebulosa di Westbrook. La componente mostrata in giallo deriva dal vento debole emesso nella fase AGB. La componente in rosso è il vento più veloce emesso dopo che la stella ha lasciato la fase AGB.

La nebulosa ha cominciato a formarsi circa 200 anni fa ed è costituita principalmente di gas molecolare. La parte esterna della nebulosa è il risultato delle interazioni tra il rapido flusso bipolare e il gas che viene espulso quando la stella passa attraverso la fase del ramo asintotico delle giganti (AGB). I lobi sono inclinati di circa 24° rispetto alla nostra linea di vista. L'energia irradiata dalla nebulosa deriva dalla diffusione della luce che proviene dalla stella al suo centro e emessa da una regione H II compatta che circonda la stella, oltre che dall'energia dei gas eccitati dallo shock nei due lobi.
Le dinamiche dell'inviluppo di gas molecolare possono essere studiate esaminando le linee di emissione spettrali collegate alle transizioni rotazionali del monossido di carbonio. Questi spettri mostrano due distinte componenti della velocità. Gli stretti nuclei centrali delle linee spettrali mostrano il familiare profilo parabolico del vento stellare lento (20 km/sec) a alta profondità ottica tipico di una stella del ramo asintotico delle giganti (AGB). Il materiale è stato espulso prima che l'oggetto diventasse una nebulosa protoplanetaria e costituisce la maggior parte della massa nebulare. È visibile anche una seconda componente che originata dal molto più veloce vento della fase post-AGB. La componente del vento veloce (>190 km/sec) diventa predominante nelle linee spettrali a alta frequenza e alta energia, perché i venti veloci hanno una temperatura più alta del debole vento della fase AGB.
Si ritiene che la stella centrale sia di classe B0 e che abbia una luminosità pari a 12.200 volte di quella del Sole. La fotosfera della stella ha raggiunto una temperatura sufficiente a ionizzare la nebulosa e la regione di ionizzazione si sta espandendo rapidamente. Le dimensioni e il tasso di crescita indicano che la ionizzazione è iniziata nel 1971.  Quando sarà stata ionizzata una porzione consistente della nebulosa, essa diventerà una nebulosa planetaria. Questo significa che la nebulosa di Westbrook si trova a uno stadio evoluzionario un po' più avanzato della Nebulosa Uovo, la cui stella centrale di classe F5 non ha ancora raggiunto la temperatura sufficiente a iniziare la ionizzazione dell'inviluppo gassoso.